# Збојње
Збојње (слч. Zbojné) насељено је мјесто са административним статусом сеоске општине (слч. obec) у округу Медзилаборце, у Прешовском крају, Словачка Република.

## Становништво
| Година:    | 1994. | 2004.    | 2014. | 2024.   |
| ---------- | ----- | -------- | ----- | ------- |
| Број људи: | 265   | 200      | 178   | 161     |
| Разлика:   |       | -24,52 % | -11 % | -9,55 % |

| Година:    | 2023. | 2024.   |
| ---------- | ----- | ------- |
| Број људи: | 159   | 161     |
| Разлика:   |       | +1,25 % |

Према подацима о броју становника из 2024. године насеље је имало 161 становника.